# Легко пришло, легко ушло
«Легко пришло, легко ушло» (англ. Easy Come, Easy Go) — музыкальный фильм 1967 года с участием Элвиса Пресли, Доди Маршалл и Фрэнка МакХью. Фильм снят на киностудии «Paramount Pictures». Премьера фильма состоялась 22 марта 1967 года.

## Сюжет
Лейтенант Тэд Джексон (Пресли), обезвреживая подводную мину, случайно обнаруживает затонувший корабль, на котором в корпусе старой бригантины под названием «Port of Call» находит бесценные захороненные сокровища. Заинтригованный перспективой внезапного богатства, он едет к Капитану Джеку (Фрэнк МакХью), владельцу морского магазина и человеку, владеющему лучшими навигационными знаниями в этой области. Капитан Джек сообщает ему, что Жо Симингтон (Доди Маршалл), как единственный потомок судна «Port of Call», сможет рассказать Тэду обо всём, что ему известно об этом.
Отправляясь в Симингтон, Тэд находит группу хиппи и яппи, занимающихся йогой и медитаций. Присоединившись к группе, Тэд знакомится с инструктором йоги Джуддом Уитмен (Пэт Харингтон мл.). Освобожденный от обязательств Флота, Тэд просит Джудд помочь ему скрыться с золотом. Джудд соглашается помочь при условии, если Тэд выделит деньги для художественного центра его друзей.

## В ролях
- Элвис Пресли — Лейтенант Тэд Джексон
- Доди Маршалл — Жо Симингтон
- Пэт Прист — Дина Бишоп
- Пэт Харингтон мл. — Джудд Уитмен
- Скип Уорд — Джил Кэри
- Сэнди Кенион — Лейтенант Марти Шварц
- Фрэнк МакХью — Капитан Джек
- Эд Гриффит — Купер, Морской Водолаз
- Рид Морган — Энс. Томпкинс
- Микки Элли — Энс. Вайтхед
- Илэйн Бекетт — Вики
- Шэри Нимс — Мэри
- Дики Лернер — Золтан
- Роберт Исенберг — Артист
- Эльза Ланчестер — Мадам Нехерина
- Том Хэттен — Лейтенант, в титрах не указан

## Музыкальные номера/Саундтрек
- «Easy Come Easy Go»
- «Love Machine»
- «Yoga Is As Yoga Does»
- «You Gotta Stop»
- «Sing You Children»
- «I’ll Take Love»

## Интересные факты
- Это последний фильм актёра Фрэнка МакХью.
- 50-й «массовый фильм» 1967 года в США.
- Судно, на котором Элвис находится в первой части фильма, является военным кораблем США — USS Gallant (MSO-489) (океанский минный тральщик).

## Даты премьер
Даты приведены в соответствии с данными kinopoisk.ru.
- США — 22 марта 1967
- Великобритания — 28 мая 1967
- Дания — 2 июня 1967
- Австрия — Декабрь 1967
- Финляндия — 8 декабря 1967
- Германия — 22 декабря 1967
- Финляндия — 3 апреля 1982 (Премьера на ТВ)

## Слоган фильма
«Плавание с аквалангом в поисках сокровищ, приключения и забавы!!!» (англ. Skindiving for treasure, adventure and fun!!!)

## Рецензии

### Рецензии на фильм
- Рецензия Кейт на сайте Teleport City, 18 июля, 2004. (англ.)
- Рецензия Райна Крэкнелл на сайте Apollo Movie Guide. (англ.)

### Рецензии наDVD
- Рецензия из коллекции "Свет! Камера! Элвис! (Король Креола, Голубые Гавайии, Солдатский блюз, Веселье в Акапулько, Рабочий по найму, Девушки! Девушки! Девушки!, Парадиз по-гавайски, Легко пришло, легко ушло) (недоступная ссылка) автор: Пол Мэвис DVD Talk, 6 августа, 2007. (англ.)
- Рецензия Джеффа Россадо на сайте digitallyobsessed.com, 4 марта, 2003. (англ.)